# Kenyeres Balázs
Kenyeres Balázs (Brassó, 1865. február 21. – Budapest, 1940. február 10.) igazságügyi orvos, a Magyar Tudományos Akadémia rendes tagja. Az igazságügyi szövettan kiemelkedő jelentőségű tudósa, 1896–1915 között a kolozsvári, 1915–1935 között a budapesti egyetem törvényszéki orvostani intézeteinek igazgatója volt.

## Családja
Id. Vastagh György (1834–1922) festőművész veje, Vastagh Géza (1866–1919) festőművész és ifj. Vastagh György (1868–1946) szobrász sógora.
Szülei Kenyeres Adolf és Hornung Julianna. Felesége Vastagh Jozefin, gyermekei: György (1896–1988) jogász, Júlia (1897–1988) könyvtáros, Balázs (1901–1985) orvos.

## Életútja
Középiskoláit szülővárosában végezte, majd a Budapesti Tudományegyetemen szerzett orvosi oklevelet 1888-ban. Ezt követően 1895-ig az egyetemi törvényszéki orvostani intézet gyakornoka, illetve tanársegédje, ezzel párhuzamosan 1892-től a fővárosi rendőrség rendőrorvosa volt. 1893-ban magántanári képesítést szerzett a törvényszéki orvostani vizsgálati módszerek tárgyköréből. 1895-ben a kolozsvári egyetemre nevezték ki a törvényszéki orvostan nyilvános rendkívüli, 1896-ban nyilvános rendes tanárává, egyúttal a törvényszéki orvostani intézet igazgatójává. 1915-ig oktatott a kolozsvári tanintézményben, eközben több ízben – 1897–1898-ban, 1904–1905-ben és 1911–1912-ben – betöltötte az orvostudományi kar dékáni, 1913–1914-ben az egyetem rektori, 1914–1915-ben prorektori tisztét, emellett a kolozsvári törvényszék orvos szakértőjeként is tevékenykedett.
1915-ben visszatért a fővárosba, s 1935-ig a Budapesti Tudományegyetem (1921-től Pázmány Péter Tudományegyetem) orvosi karán a törvényszéki orvostan nyilvános rendes tanára, egyidejűleg a törvényszéki orvostani igazgatója volt, valamint a budapesti és Pest-vidéki törvényszék munkáját segítette orvos szakértőként. 1919–1922-ben az orvostudományi kar dékáni, 1934–1935-ben az egyetem rektori feladatait látta el.
Aktívan részt vett az 1920-as–1930-as évek jobboldali – saját megjelölésükben keresztény nemzeti – politikájában, közéleti szerepvállalása részeként 1922 és 1935 között a Horthy Miklós Kollégium igazgatótanácsát elnökölte, emellett első magisztere volt a Turul Szövetségnek. Halálát hurutos tüdőgyulladás okozta.

## Munkássága
Az igazságügyi orvostan, azon belül a szövettan kiemelkedő jelentőségű művelője volt. Behatóan foglalkozott az emberi és állati csontok mikroszkopikus szintű elkülönítésének problematikájával, a lövési sérülések, a lövedék okozta izom- és kötőszöveti roncsolódás morfológiai vizsgálatával, a testfelületi lőpor-szennyeződés kimutatásával. Jelentős eredményeket ért el a radiológiai módszerek, a röntgenvizsgálat törvényszéki alkalmazásában is. Egyetemi tanári munkásságával hozzájárult a törvényszékiorvos-szakképzés magyarországi alapjainak lefektetéséhez.

## Társasági tagságai és elismerései
1918-ban a Magyar Tudományos Akadémia levelező, 1935-ben rendes tagjává választották, 1929-től pedig a Szent István Akadémia rendes tagjainak sorába tartozott. 1928-tól a Magyar Törvényszéki Orvosok Társulatának alapító tagja, 1935-től elnöke, majd díszelnöke volt a Magyar Orvosok Nemzeti Egyesületének, közreműködött az igazságügy-minisztérium alá tartozó Igazságügyi Orvosi Tanács és Törvényszéki Orvosi Vizsgáló Bizottság munkájában. 1939-től a Leopoldina Német Természettudományos Akadémia tagja, valamint a Német Igazságügyi Orvosi Társaság (Deutsche Gesellschaft für Gerichtliche Medizin) tiszteleti tagja volt.
Orvostudományi munkásságát 1927-ben Balassa János-emlékéremmel ismerték el.

## Főbb művei
- Az orvosi mentés kézikönyve. Budapest, 1891. (Többekkel)
- A tüdőpróba megváltozása magasabb hőmérsék behatása folytán. Budapest, Pesti Lloyd Társaság, 1893, 35 p.
- Megfigyelési minták orvosszakértői jegyzőkönyvek szerkesztéséhez hatósági orvosok számára. Budapest, 1896.
- Az orvosszakértői működés körül előforduló hibák, azok forrása és orvoslásuk eszközei. in: Erdélyrészi Jogi Közlemények 1908.
- Törvényszéki orvostan I–III. Budapest, 1909–1911.
- A társadalom részvétele a gonosztevők elleni küzdelemben. Kolozsvár, 1913.
- Az orvos-természettudományok a büntetendő cselekmények nyomozásában. Kolozsvár, 1914.
- Az öncsonkításról. Kolozsvár, 1915.
- Lőfegyverekkel okozott és egyéb sérülések körül végzett újabb vizsgálatokról. in: Gyógyászat 1915.
- Halálesetek tisztázása nyomozás és vizsgálat útján. in: Rend 1925.
- A törvényszéki orvostan feladatai és teljesíthetésük feltételei. Budapest, 1925.
- A törvényszéki orvostan tankönyve I–II. Budapest, 1925–1926.
- Az orvos szerepe az igazságszolgáltatásban. Budapest, 1925.
- A végrendelet. Budapest, 1928.
- Szemelvények egy meg nem írt naplóból. Budapest, 1933.
- Sachliche Beweisung bei der Klärung von Todesfällen. Berlin–Leipzig, 1935.